# Ali Larijani
Ali Ardashir Larijani (An-Najaf, Iraque, 3 de junho de 1958) é um político, filósofo iraniano e atual presidente do Parlamento do Irã. Larijani era o Secretário do Conselho Supremo de Segurança Nacional de 15 de agosto de 2005 a 20 de outubro de 2007, nomeado para o cargo pelo presidente Mahmoud Ahmadinejad, substituindo Hassan Rowhani. 
Larijani é considerado como um seguidor de Mahmoud Ahmadinejad nas eleições de 2013, também é secretário e responsável pelas questões nucleares do Conselho de Segurança Nacional.
Em maio de 2008 passou a ser líder do Parlamento do Irã. Em abril de 2020, Larijani testou positivo ao vírus da Covid-19 e colocou-se em quarentena. Foi substituído no cargo em maio de 2020 por Mohammad Ghalibaf.

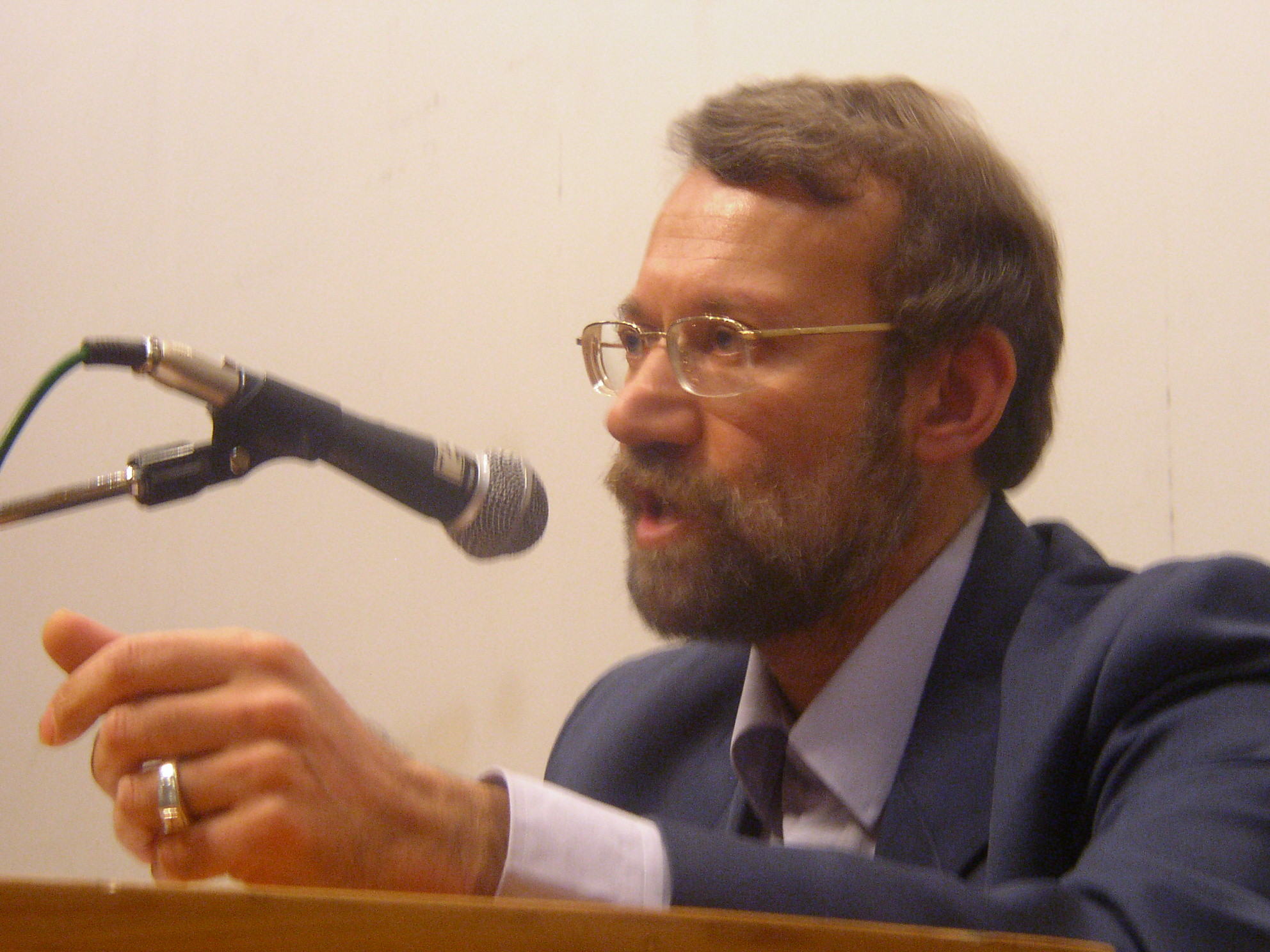
Ali Larijani